# Virupaksha Raya II
Virupaksha Raya II (fl. XV secolo) fu un rajah (imperatore) dell'Impero Vijayanagara (localizzato nell'India meridionale), appartenente alla dinastia Sangama.
Virupaksha Raya II salì al trono successivamente allo zio, Mallikarjuna Raya, che aveva guidato un governo debole e corrotto, continuamente insidiato e sconfitto dai nemici dell'Impero. Ma nemmeno Virupaksha Raya II fu migliore del suo predecessore. Durante tutto il suo regno, Virupaksha dovette far fronte alle ribellioni dei nobili e degli ufficiali e un numero crescente di nemici iniziarono ad invadere il regno indebolito. Fu durante questo periodo che Virupaksha Raya II perse la costa di Konkan (tra cui Goa, Chaul, e Dabul) nel 1470 ad opera del Primo Ministro Mahamud Gawan del regno Bahamani, che era stato inviato a conquistare la regione dal sultano Muhammad Shah III.
Virupaksha divenne sempre più impopolare e molte province imperiali iniziarono a ribellarsi. Virupaksha morì per mano del suo stesso figlio, Praudha Raya, nel 1485. Ma nemmeno Praudha Raya fu in grado di salvare il regno, e un generale in grado Saluva narasimha assunse il controllo dell'Impero Vijayanagara nel 1485 riuscendo a risollevarlo, anche se questo cambiamento di potere segnò la fine della Dinastia Sangama e l'inizio della Dinastia Saluva.